# Pseudocleobis patagonicus
Espèce
Synonymes
- Mummucia patagonica Roewer, 1934

Pseudocleobis patagonicus est une espèce de solifuges de la famille des Ammotrechidae.

## Distribution
Cette espèce est endémique d'Argentine. Elle se rencontre vers le río Santa Cruz.

## Description
La femelle holotype mesure 8 mm.

## Systématique et taxinomie
Cette espèce a été décrite sous le protonyme Mummucia patagonica par Roewer en 1934.
Elle est placée dans le genre Pseudocleobis par Botero-Trujillo et Iuri en 2015.

## Étymologie
Son nom d'espèce lui a été donné en référence au lieu de sa découverte, la Patagonie.

## Publication originale
- Roewer, 1934 : Solifuga, Palpigrada. Dr. H.G. Bronn's Klassen und Ordnungen des Thier-Reichs, wissenschaftlich dargestellt in Wort und Bild. Akademische Verlagsgesellschaft M. B. H., Leipzig. Fünfter Band: Arthropoda; IV. Abeitlung: Arachnoidea und kleinere ihnen nahegestellte Arthropodengruppen, vol. 4, p. 1-723 (texte intégral).